# شهرداری قشم
شهرداری قشم یک سازمان غیردولتی است که در سال ۱۳۳۹ و پس از آغاز کار انجمن شهر قشم به‌منظور ادارهٔ شهر قشم تأسیس شد. نخستین شهردار قشم عبدالرحمن ناظمی بود که در بدو تأسیس شهرداری به این سمت منصوب شد و برای ۹ سال شهردار این شهر بود. قشم تاکنون ۲۸ شهردار یا سرپرست داشته است و شهردار کنونی آن میرداد میردادی است.

## تاریخچه
شهرداری قشم به‌عنوان یکی از نخستین شهرداری‌ها در استان هرمزگان، در ۲۵ آبان ۱۳۳۹ به‌دستور وزیر کشور تأسیس شد. اولین شهردار قشم، که از سوی انجمن شهر قشم انتخاب و منصوب شد، عبدالرحمن ناظمی که تا سال ۱۳۵۲ به مدت ۹ سال این مسئولیت را برعهده داشت. سازمان شهرداری قشم عمدتاً در زمینهٔ ایجاد فضاهای سبز، اماکن ورزشی و تفریحی و گسترش فعالیت‌های فرهنگی فعالیت می‌کند. شهردار کنونی قشم میرداد میردادی است که در تاریخ ۱۵ شهریور ۱۴۰۰ از سوی شورای اسلامی شهر قشم به‌عنوان شهردار انتخاب شد.

## شهرداران
جدول زیر شامل فهرست افرادی است که به‌ترتیب زمان برعهده گرفتن سمت شهرداری یا سرپرستی مرتب شده‌اند.
| شهردار              | مدت تصدی                 | سمت    |
| ------------------- | ------------------------ | ------ |
| عبدالرحمن ناظمی     | ۹ سال                    | شهردار |
| داریوش افراسیابی    | ۳ ماه                    | سرپرست |
| سید محمد حسینی      | ۱۴ ماه                   | سرپرست |
| محمد قدس            | ۴ سال                    | سرپرست |
| محمد علی کمالیان    | ۱۰ ماه                   | سرپرست |
| محمد رشاد صابری     | ۱ سال                    | شهردار |
| محمد رفیع پور مولوی | ۴ سال                    | شهردار |
| حمزء رهگشا          | ۱۷ ماه                   | شهردار |
| محمد عقیل مدنی      | ۱ ماه                    | سرپرست |
| جلال دهقان          | ۱۴ ماه                   | شهردار |
| عبدالجواد ناظمی     | ۵ سال و ۶ ماه            | شهردار |
| جلال دهقان          | ۳ سال و ۲ ماه            | شهردار |
| نعمت‌الله پیرمرادری  | ۶ ماه                    | شهردار |
| محمدحسن ملک         | ۱ سال و ۳ ماه            | شهردار |
| عبدالکریم فضلعلی    | ۲ سال و ۸ ماه            | شهردار |
| جلیل شمشیری میلانی  | ۱ سال و ۴ ماه            | شهردار |
| احمد سمالی‌زاده قشمی | ۳ ماه                    | سرپرست |
| علی بازماندگان قشمی | ۴ سال                    | شهردار |
| نادر صالحی          | ۳ ماه                    | سرپرست |
| حسین فینی           | ۴ سال                    | شهردار |
| علی بازماندگان قشمی | ۶ سال                    | شهردار |
| تراب ذاکری قشمی     | ۷ ماه                    | شهردار |
| احمد رحیمی هلری     | ۳ ماه                    | سرپرست |
| ابراهیم رستم گورانی | ۹ ماه                    | شهردار |
| محمد مسطوری قشمی    | ۱ سال و ۵ ماه            | شهردار |
| احمد رحیمی هلری     | ۲ سال و ۳ ماه            | شهردار |
| محمد محمدی          | ۲ ماه                    | سرپرست |
| سید مسعود آل عبایی  | ۱ سال و ۸ ماه            | شهردار |
| میرداد میردادی      | از ۱۵ شهریور ۱۴۰۰ تاکنون | شهردار |